# Vanessa atovina
Vanessa atovina är en fjärilsart som beskrevs av Oswald Heer 1850. Vanessa atovina ingår i släktet Vanessa och familjen praktfjärilar. Inga underarter finns listade i Catalogue of Life.